# 食品産業センター
一般財団法人食品産業センター（しょくひんさんぎょうセンター）は、食品産業を担う業界と産業全体の連携や近代化の推進をおこなっている法人。元農林水産省所管。英文略称はJFIA（Japan Food Industry Association）。

## 概要
1970年（昭和45年）設立。食品産業を担う業界と産業全体の連携や近代化を推進する目的で設立。おもに加工食品の安全管理や産業にかかわる技術指導・情報提供、地域特有の食品を支援を行なう。
- 所在：東京都千代田区二番町5-5　番町フィフスビル 5F
- 会長：堀切功章（非常勤）：キッコーマン代表取締役社長
- 理事長：荒川隆（常勤）：元農林水産省農村振興局長[1]
- 専務理事：大角亨（常勤）

### 沿革
- 1970年8月 食品産業センター設立

### 設立趣旨
食品産業界の自主的努力と業界全体の相互連携を強化し、技術開発の推進、経営管理の合理化、競争秩序の整備、消費者対策等食品産業振興のため、必要な事業を積極的に推進することにより、食品産業の近代化を図ること

## 事業
PL法に照らし合わせた食品産業PL共済事業を行っている。事故やPL法に基づいた訴訟が行われた場合に、損害保険会社との連携や特定の法律に詳し弁護士の紹介を行っている。また、「ふるさと食品全国フェア」を東京国際展示場で主催、「ISO 22000セミナー」・「こだわり食品フェアー」など各種イベントを開催する。
ほかに、「食事バランスガイド」活用マニュアルを発行。これは当時の厚生労働省と農林水産省によって発行された食事バランスガイドを、家庭や店舗でどう活用するかについて書かれたもので、下記の公式ホームページからPDF形式のファイルをダウンロードすることで、ウェブ上にて閲覧することが可能である。